# Purgatorio - Canto sesto

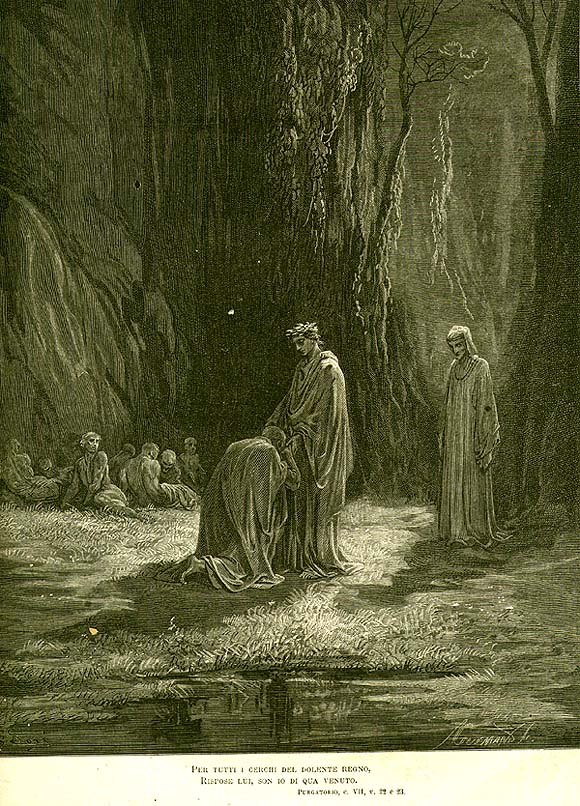
Sordello da Goito inginocchiato di fronte a Virgilio, illustrazione di Gustave Doré.

Il canto sesto del Purgatorio di Dante Alighieri si svolge nell'Antipurgatorio, dove le anime distratte da cure terrene (coloro che trascurarono i propri doveri spirituali) attendono di poter iniziare la loro espiazione; siamo nel pomeriggio del 10 aprile 1300 (Pasqua), o secondo alcuni commentatori del 27 marzo 1300.

## Incipit
(Anonimo commentatore dantesco del XIV secolo)

## Temi e contenuti
- Ressa delle anime e efficacia delle preghiere (vv. 1-57)
- Abbraccio tra Sordello e Virgilio (vv. 58-75)
- Apostrofe di Dante all'Italia (vv. 76-151)

## Sintesi

### Ressa delle anime e efficacia delle preghiere (vv. 1-57)
Dante apre il canto facendo un paragone tra un vincitore a zara (gioco di dadi) che dona parte della vincita alla folla che lo circonda per liberarsene e se stesso che ascolta le preghiere delle anime solo per farle allontanare. Poi Dante chiede al suo maestro la funzione delle preghiere per i defunti, il tema era stato già affrontato da Virgilio nell'Eneide, nella quale aveva affermato che le preghiere dei vivi non avevano alcun effetto nell'aldilà. Nel canto, invece, Virgilio afferma che le preghiere abbreviano il periodo di pena delle anime, ma non confuta la tesi da lui espressa nel suo poema, in quanto le preghiere hanno valore solo in un mondo in cui è riconosciuta l'esistenza di Dio, mentre nel mondo pagano non avevano alcun effetto essendo recitate da persone che non erano sotto la grazia di Dio poiché erano pagani.

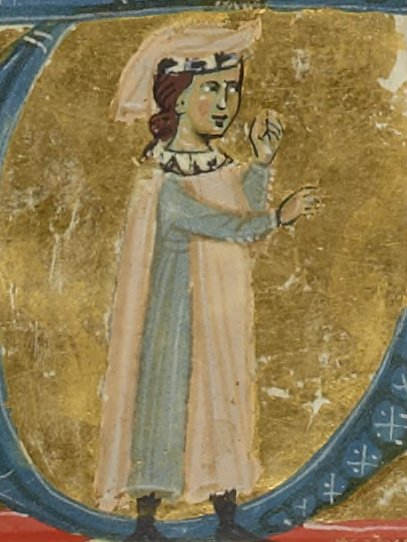
Ritratto su una miniatura medievale di Sordello da Goito

### Abbraccio tra Sordello e Virgilio (vv. 58-75)
Virgilio indica a Dante un'anima solitaria che guarda verso di loro: essa potrà insegnare loro la via. I due pellegrini si avvicinano, e Dante è colpito dall'aspetto dignitoso e austero di quell'anima, che seguiva i loro passi solo con lo sguardo. Virgilio si accosta chiedendo indicazioni sul cammino, ma l'anima, invece di rispondere, chiede chi siano e da dove provengano.
La risposta di Virgilio, che sembra accingersi a recitare l'epitaffio sulla propria tomba (Mantua me genuit, Calabri rapuere, tenet nunc Parthenope; cecini pascua rura duces) inizia con la parola "Mantua" ovvero Mantova; è sufficiente questa perché l'anima esca dal suo atteggiamento di severo distacco: balza in piedi esclamando di essere concittadino di chi gli sta dinanzi e subito Sordello da Goito e Virgilio si abbracciano.

### Apostrofe di Dante all'Italia (vv. 76-151)

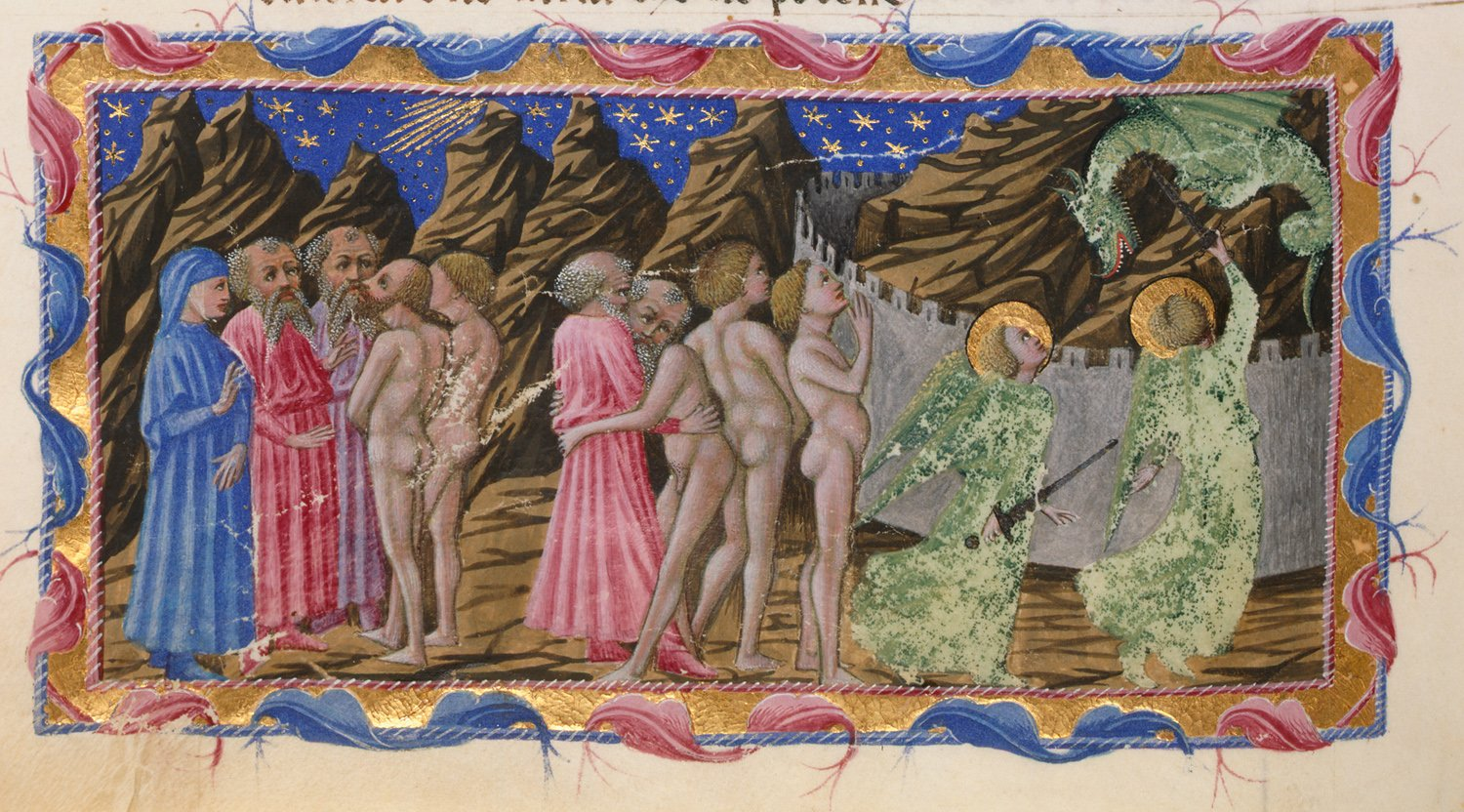
L'abbraccio tra Virgilio e Sordello secondo Priamo della Quercia (1440 circa)

L'imprevisto abbraccio tra Sordello e Virgilio, nato dalla sola consapevolezza di venire dalla stessa terra, suscita nel poeta un'energica ed amara apostrofe all'Italia del presente (definita serva, luogo di dolore, nave senza guida, bordello): in essa dominano guerre e contese anche fra gli abitanti di una stessa città. 
Dante esorta l'Italia a cercare lungo le sue coste e poi nell'entroterra se vi sia qualche luogo in cui regni la pace. Eppure Giustiniano aveva dotato l'Italia di leggi appropriate, ma nessuno esercita il giusto potere per farle applicare. Invece si appropriano abusivamente del potere temporale gli uomini di chiesa che non sanno guidare l'Italia, divenuta ormai un destriero ingovernabile. Manca l'autorità dell'imperatore, dato che Alberto I d'Asburgo e suo padre Rodolfo, tutti presi dalle lotte politiche in Germania, hanno trascurato il giardino dell'impero.
Dopo aver invocato una giusta punizione sul loro successore Arrigo VII di Lussemburgo, Dante con una violenta anafora invita l'imperatore a venire in Italia e a vedere città per città la devastazione portata dalle lotte civili. Giunge infine a interpellare Cristo stesso, chiedendogli se per caso il suo sguardo non sia rivolto altrove; o forse, aggiunge subito il poeta, in tutti questi mali è nascosto il seme di un futuro bene che però ancora non è comprensibile.
Dante conclude l'appassionata invettiva rivolgendosi direttamente a Firenze. Con sarcasmo presenta la sua città come se fosse immune da questi  mali; in realtà in essa dominano la superficialità e l'irresponsabilità di cittadini che fanno a gara per avere cariche pubbliche senza capacità o preparazione. Firenze può vantarsi di superare Atene e Sparta, poiché fa leggi tanto sottili da durare a mala pena un mese. Il passato di Firenze caratterizzato da continua instabilità fa apparire la città simile ad un'ammalata che non riesce a trovare una posizione adatta al suo riposo.

## Analisi

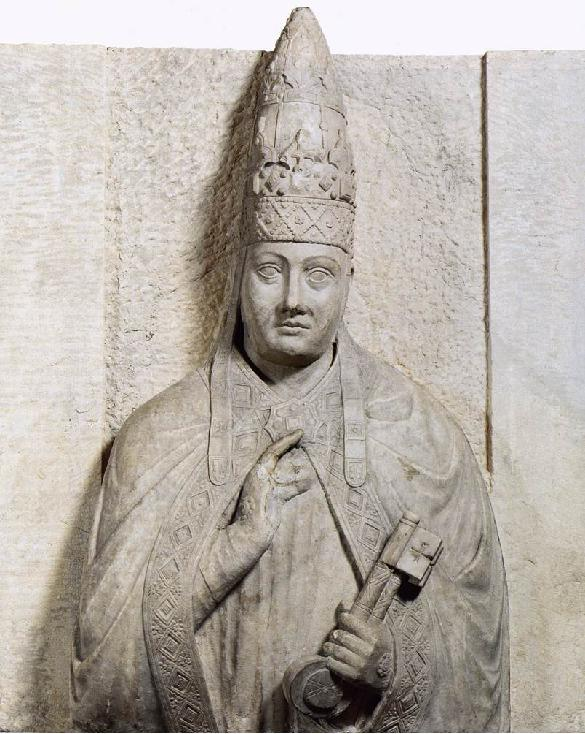
Monumento a Bonifacio VIII ad opera di Arnolfo di Cambio, Museo dell'Opera del Duomo di Firenze

Come già nell'Inferno e come poi nel Paradiso, il sesto canto è dedicato al tema politico. Mentre nel sesto canto dell'Inferno Dante presenta, in un breve dialogo con Ciacco, Firenze divisa in fazioni e oggetto delle mire di papa Bonifacio VIII, il sesto canto del Purgatorio allarga la considerazione a tutta l'Italia, vista per di più in rapporto con le due massime istituzioni, Impero e Chiesa. Sarà il sesto canto del Paradiso a coniugare l'attenzione sempre viva e polemica ai fatti contemporanei con un ampio excursus storico in cui si inserisce, a darne il significato autentico, la prospettiva provvidenzialistica.
Nucleo fondante di tutto il sesto canto del Purgatorio è l'invettiva all'Italia, la più lunga della Commedia nelle sue venticinque terzine. In questa, pronunciata dallo stesso Dante in seguito all'incontro con Sordello da Goito, l'Italia è paragonata ad una nave priva di guida (questo paragone è presente anche nel De Monarchia e nelle Epistole) e ad un cavallo privo di cavaliere (citando il Convivio) in quanto l'Imperatore non si cura di essa concentrando tutta l'attenzione sulla Germania. Per questo motivo sulla stirpe imperiale deve scendere la pena divina.
Dante coglie l'occasione per attaccare anche la Chiesa, che interferisce nelle vicende politiche più che occuparsi della materia spirituale che dovrebbe competerle. Alla fine dell'invettiva Firenze viene citata come esempio di corruzione e povertà morale.
Non bisogna trascurare il fatto che l'apostrofe inizia quasi alla metà del canto, dopo una preparazione graduale: dalla scena affollata dei morti violentemente ma convertitisi al cristianesimo che chiedono di essere ricordati nel mondo dei vivi, alla spiegazione dottrinale affidata a Virgilio, alla raffigurazione di un misterioso ed altero personaggio, all'improvviso incontro tra due "concittadini" divisi da circa tredici secoli di storia e tuttavia uniti dal semplice nome della loro città.
L'invettiva all'Italia (nonché al papa, all'imperatore, a Firenze) trae il suo vigore espressivo dall'uso intenso di figure retoriche: dalle numerose metafore che connotano l'Italia, alle esclamazioni, alle anafore dei vv. 106,109,112,115 e 130,133. Frequenti anche le personificazioni (Italia, Roma, Firenze) sulle quali si innestano domande o esortazioni. Evidente l'uso dell'ironia e del sarcasmo nelle terzine dedicate a Firenze, ma il canto, con l'immagine dell'inferma che cerca invano di calmare le sue sofferenze, si chiude su una nota dolente.